# Наносертифика
Наносертифика (англ. Nanocertifica) — российская система добровольной сертификации продукции наноиндустрии, созданная ГК «Роснанотех».

## Описание
Система добровольной сертификации была зарегистрирована в Российском Федеральном агентстве по техническому регулированию и метрологии в 2008 году. Система обеспечивает подтверждение соответствия продукции и технологий области нанотехнологий, поддержку принятия решений при экспертизе инвестиционных проектов, оценку соответствия продукции заявленным характеристикам и параметрам безопасности, гарантий качества нанопродукции на всех стадиях производства и потребления, подтверждение соответствия предприятий и объектов наноиндустрии международным требованиям безопасности производства и использования продукции наноиндустрии, а также способствует формированию через выданные сертификаты соответствия положительного общественного мнения о надёжности и безопасности нанопродукции и нанотехнологий. В рамках СДС предусмотрена сертификация систем менеджмента качества предприятий, работающих в наноиндустрии, в соответствии с требованиями стандарта ISO 9000 и сертификация систем экологического менеджмента предприятий, работающих в наноиндустрии, в соответствии с требованиями стандарта ISO 14000.
«Наносертифика» открыта для участия в ней предприятий и организаций, независимо от формы собственности и ведомственной принадлежности. В её основу положен принцип защиты имущественных интересов заявителей в сертификации и соблюдении коммерческой тайны в отношении сведений, полученных при проведении добровольной сертификации.
В системе могут сертифицироваться: единичные образцы продукции наноиндустрии или опытные партии, серийная продукция наноиндустрии, технологии наноиндустрии, системы менеджмента качества предприятий, создающих продукцию наноиндустрии, системы экологического менеджмента предприятий, работающих в наноиндустрии или применяющих продукцию наноиндустрии.

## Веб-ссылки
- Официальный сайт системы
- (англ.) Russia introduces NANOCERTIFICA, its own nanotechnology certification system, — www.nanowerk.com (24.10.2008)